# Vastag csápú díszmoly
A vastag csápú díszmoly (Carcina quercana) a valódi lepkék (Glossata) alrendjébe tartozó díszmolyfélék (Oecophoridae) családjának egyik, hazánkban is honos faja.

## Elterjedése, élőhelye
Közép- és Dél-Európában, Észak-Afrikában és Kis-Ázsiában honos; Kanadába valószínűleg úgy hurcolták be. Magyarországon jellemzően a molyhostölgyes karsztbokorerdőkben él.

## Megjelenése
Imágói változatos színűek: sárgás, rózsaszínes és grafitszürke példányok is akadnak közöttük. A szárny fesztávolsága 18–21 mm.

## Életmódja
Egy évben egy generációja nő fel. A lepkék július–augusztusban, éjszaka rajzanak. A mesterséges fény vonzza őket. A hernyók tölgy-, bükk- és körte- (Pyrus) fákon készítenek szövedéket a levelek fonákján.

## Külső hivatkozások
- Mészáros Zoltán – Szabóky Csaba: A magyarországi molylepkék gyakorlati albuma. Budapest: Agroinform. 2005.  arch Hozzáférés: 2018. április 6. (PDF)